# RT (mạng truyền hình)
RT (ban đầu là Russia Today - Nước Nga Ngày nay) là một mạng lưới truyền hình được tài trợ bởi chính phủ Nga. Nó hoạt động các kênh truyền hình cáp và truyền hình vệ tinh trực tiếp với khán giả bên ngoài nước Nga cũng như cung cấp nội dung Internet trong các ngôn ngữ khác nhau, bao gồm cả tiếng Nga.
RT International có trụ sở tại Moskva, Nga đưa các tin tức, tài liệu, talk show, tranh luận, tin tức thể thao, và các chương trình văn hóa về Nga với thời lượng cả ngày. RT hoạt động như một dịch vụ đa ngôn ngữ với các kênh thông thường trong ba ngôn ngữ: kênh tiếng Anh (năm 2005), kênh tiếng Ả Rập (năm 2007), kênh tiếng Tây Ban Nha (năm 2009), RT America (năm 2010), và RT UK (năm 2014) cung cấp một số nội dung tại địa phương cho các nước đó.
RT là một thương hiệu của "TV-Novosti", một "tổ chức tự trị phi lợi nhuận", được thành lập bởi cơ quan thông tấn Nga RIA Novosti, ngày 6 tháng 4 năm 2005. Trong cuộc khủng hoảng kinh tế tháng 12 năm 2008, Chính phủ Nga, đứng đầu là Thủ tướng Vladimir Putin, bao gồm ANO "TV-Novosti" trong danh sách các tổ chức cốt lõi của chiến lược quan trọng của Nga.
RT thường xuyên được gọi là một cơ quan tuyên truyền cho chính phủ Nga  và chính sách đối ngoại của Nga bởi các phóng viên tin tức, trong đó có các cựu phóng viên RT. RT cũng bị cáo buộc truyền bá thông tin sai. Cơ quan điều hành phương tiện truyền thông Vương quốc Anh, Ofcom, đã nhiều lần tìm thấy RT đã vi phạm quy định về công bằng và phát sóng nội dung "cụ thể gây hiểu nhầm". RT nói rằng nó chỉ đơn thuần cung cấp một quan điểm của Nga về các sự kiện toàn cầu.

## Tranh cãi

### YouTube xóa ba kênh tiếng Đức của RT
- YouTube hôm 28/9 cho biết, họ đã xóa hai kênh tiếng Đức RT DE và Der Fehlende Part của đài RT do vi phạm điều khoản người dùng, sau khi cảnh báo RT vì vi phạm nguyên tắc thông tin về Covid-19.[27]
- Tháng 12 năm 2021, RT đã cố gắng tránh né lệnh chặn của YouTube và tạo một kênh mới có tên RT auf Sendung. Vài ngày sau YouTube đã xóa kênh đó do vi phạm điều khoản dịch vụ của YouTube. Đây là lần thứ hai YouTube thẳng tay xóa kênh RT của Tiếng Đức.[28]

### Dừng phát sóng tại Canada
- Ngày 27 tháng 2, một số nhà cung cấp dịch vụ truyền hình lớn ở Canada đã thông báo dừng phát sóng kênh truyền hình RT của Nga. Các quyết định này được đưa ra vài ngày sau khi Nga phát động chiến dịch quân sự đặc biệt ở Ukraine. Đại diện của Bell – một trong những nhà cung cấp dịch vụ truyền hình lớn nhất ở Canada, cho biết: "Kể từ ngày 27/2, RT không còn được phát sóng trên các kênh truyền hình của Bell."[29]